# محمد مختاری (بازیکن فوتبال)
محمد مختاری متولد تنکابن، مدافع میانی و کاپیتان تیم داماش گیلان است و به دلیل تعصب، جنگندگی و وفاداری به این باشگاه و با بازی‌های درخشان در دوران حضورش در این تیم از محبوبیت بسیار بالایی در بین هواداران داماش، مردم گیلان و شهر رشت برخوردار است و هواداران از مختاری به عنوان اسطوره باشگاه داماش گیلان به نیکی یاد می‌کنند. او همچنین یکی از با سابقه‌ترین بازیکنان این باشگاه پرهوادار گیلان است. مختاری پس از جریان‌های به وجود آمده در مورد بازگشت سهمیه لیگ یکی باشگاه داماش به اروند خرمشهر و وضعیت نامشخص باشگاه داماش در انتهای فصل ۹۹–۹۸ تنها بازیکنی بود که با وجود چند پیشنهاد از دیگر باشگاه‌ها به احترام هواداران داماش جذب هیچ تیم دیگری نشد تا یک بار دیگر وفاداری به داماش و هوادارانش را ثابت کند.
مختاری فوتبال حرفه‌ای را از تیم شموشک نوشهر آغاز کرد.

## افتخارات
- جام حذفی
- نایب قهرمانی در جام حذفی فوتبال ایران ۸۷-۱۳۸۶ به همراه تیم پگاه گیلان
- نایب قهرمانی در جام حذفی فوتبال ایران ۹۸–۱۳۹۷ به عنوان کاپیتان به همراه تیم داماش گیلان